# Skolopendra zwyczajna
Skolopendra zwyczajna (Scolopendra morsitans) – gatunek skolopendry. Została opisana przez Linneusza już w 1758 roku jako drugi gatunek, zaraz po Scolopendra gigantea. Jest to gatunek kosmopolityczny, występujący prawie na wszystkich kontynentach, również synantropijny, w wiele lokalizacji zawleczony właśnie dzięki działalności człowieka. Jest niewielkim gatunkiem, dorosłe osobniki osiągają 8,5 do 13cm długości ciała. Z powodu tak szerokiego zasięgu występowania istnieje mnogość form i wariacji barwnych, jednak najczęściej spotykamy w handlu osobniki pod nazwą 'Egyptian Emerald Centipede', są to osobniki ze wschodniego Egiptu, na pierwszy rzut oka przypominające S. cingulata. Nogi pomarańczowe lub żółte, głowa wraz z segmentem zagłowowym żółtawo-zielonkawa, podobnie pozostałe tergity, tylko że posiadają jeszcze czarne obwódki. Ostatnia para nóg w kolorze czerwonym. Liczba łysych członów anten jest dość znacznie zmienna, wynosi od 6 do 9, zazwyczaj mają jednak 9, łączna liczba wszystkich członów wynosi od 20 (rzadko 17-19) do 21 (rzadko 22-23) członów. Charakterystyczna dla tego gatunku jest budowa ostatniej pary nóg, możemy zaobserwować, szczególnie dobrze u samców podłużne rowki biegnące wzdłuż nóg, stanowiące jakoby przedłużenie bocznych krawędzi tergitów (zaczynają się one zazwyczaj przed a czasem na 18 tergicie).

## Występowanie
Scolopendra morsitans występuje na Antylach, w Południowej Ameryce, potwierdzony przypadek w Miami, USA, Południowej, Wschodniej, Zachodnia oraz Północna Afryka, Indie, Indonezja.

## Podgatunki
Wyróżnia się trzy podgatunki:
- Scolopendra morsitans morsitans (Linnaeus, 1758)
- Scolopendra morsitans scopoliana (C.L. Koch, 1841) - Algeria
- Scolopendra morsitans coerulescens (Cragin, 1885) - Kansas, USA, choć prawdopodobnie jest to synonim dla Scolopendra viridis (Say, 1821), Scolopendra polymorpha (Wood, 1861), albo Scolopendra heros (Girard, 1853).

## Synonimy
- Eurylithobius slateri Butler, 1876)
- Scolopendra afzelii (Porat, 1871)
- Scolopendra angulipes (Newport, 1844)
- Scolopendra attenuata (Porat, 1871)
- Scolopendra bilineata (Brandt, 1840)
- Scolopendra brachypoda (Peters, 1862)
- Scolopendra brandtiana (Gervais, 1837)
- Scolopendra carinipes (Humbert & Saussure, 1870)
- Scolopendra chlorocephala (Porat, 1871)
- Scolopendra cognata (Porat, 1871)
- Scolopendra compressipes (Wood, 1862)
- Scolopendra crassipes (Brandt, 1840)
- Scolopendra elegans (Brandt, 1841)
- Scolopendra erythrocephala (Brandt, 1840)
- Scolopendra fabricii (Newport, 1845)
- Scolopendra formosa (Newport, 1845)
- Scolopendra fulvipes (Brandt, 1841)
- Scolopendra grandidieri (Saussure & Zehntner, 1902)
- Scolopendra impressa (Porat, 1876)
- Scolopendra infesta (C.L. Koch, 1847)
- Scolopendra intermedia (Porat, 1871)
- Scolopendra leachii (Newport, 1844)
- Scolopendra limbata (Brandt, 1840)
- Scolopendra lineata (Saussure & Zehntner, 1902)
- Scolopendra longicornis (Newport, 1844)
- Scolopendra modesta (Wood, 1862)
- Scolopendra mossambica (Peters, 1862)
- Scolopendra pella (Wood, 1861)
- Scolopendra picturata (Porat, 1871)
- Scolopendra pilosella (Porat, 1871)
- Scolopendra planipes (C.L. Koch, 1847)
- Scolopendra platypoides (Newport, 1844)
- Scolopendra platypus (Brandt, 1840)
- Scolopendra porphyratainia (Wood, 1861)
- Scolopendra richardsoni (Newport, 1845)
- Scolopendra saltatoria (Porat, 1871)
- Scolopendra spinosella (Saussure & Zehntner, 1902)
- Scolopendra tigrina (Newport, 1845)
- Scolopendra tongana (Gervais, 1847)
- Scolopendra tuberculidens (Newport, 1844)
- Scolopendra vaga (Porat, 1871)
- Scolopendra varia (Newport, 1845)
- Scolopendra wahlbergi (Porat, 1871)
- Scolopendra morsitans amazonica (Bücherl, 1946)
- Scolopendra morsitans calcarata (Daday, 1891)
- Scolopendra morsitans fasciata (Attems, 1930)
- Scolopendra morsitans procera (Haase, 1887)
- Scolopendra morsitans sulcipes (Haase, 1887)
- Trachycormocephalus jodhpurensis (Khanna, 1977)